# Luciano Guadagnini
Luciano Guadagnini (n. Bahía Blanca, 10 de noviembre de 1952-f. estrecho de San Carlos, 23 de mayo de 1982) fue un aviador militar argentino que luchó en la guerra de las Malvinas. Recibió la Cruz al Valor en Combate.

## Biografía
Nació en Bahía Blanca, Provincia de Buenos Aires el 10 de noviembre de 1952. Vivió su infancia en el barrio San Martín de la ciudad de Bahía Blanca, junto a sus padres Pedro y Catalina y sus hermanos Sebastián y Adriana. Realizó sus estudios primarios en la Escuela N.º 47; la secundaria en el Colegio Don Bosco; e ingresó a la Escuela de Aviación Militar ubicada en Provincia de Córdoba. Egresó con el grado de alférez en 1974, al año siguiente hizo el Curso de Aviador Militar y en 1976 hizo el Curso de Piloto de Caza. Fue destinado a la V Brigada Aérea, donde voló el avión de ataque Douglas A-4B Skyhawk.
Al momento de su fallecimiento estaba casado con Graciela Mónica Cabrera y tenía dos hijos: Andrea Verónica y Luciano Javier.

## Actuación la guerra de las Malvinas
Actuó en la guerra de las Malvinas con el grado de primer teniente en el Grupo 5 de Caza, con esta unidad se desplazó a la Base Aérea Militar Río Gallegos.
El 23 de mayo salió en una escuadrilla de cuatro aviones A-4B junto al capitán Pablo Carballo, el teniente Carlos Rinke y el alférez Hugo Gómez. Los aviones fueron cargados con una bomba MK-17 de 454 kg cada uno. Su misión fue patrullar el estrecho de San Carlos en busca de buques británicos. Fueron atacados por la defensa antiaérea de las fragatas HMS Antelope (F170) y HMS Broadsword (F88). Guadagnini y Gómez lanzaron sus bombas a la fragata Antelope; el fuego antiaéreo alcanzó al avión de Guadagnini en su ala derecha. Pareció que iba a estrellarse contra el agua pero enderezó su avión. Colisionó contra el mástil de la fragata, falleciendo. La bomba lanzada por el impactó en la Antelope, al igual que la lanzada por Gómez. Estas provocaron el hundimiento de la Antelope al explotar cuando intentaban desactivarlas en la noche.
Luciano Guadagnini fue ascendido al grado de capitán póstumamente y condecorado con la cruz de la Nación Argentina al Valor en Combate.

## Homenajes
- La plaza del barrio Amanducci de Bahía Blanca lleva su nombre.[1]
- Una calle del barrio Malvinas Argentinas en la Ciudad de San Luis Argentina, lleva su nombre.
- Una calle del Barrio la Olla, de la ciudad de Yerba Buena en la Provincia de Tucumán, lleva su nombre.-